# Halles d'Auzon
Les halles d'Auzon sont des halles situées à Auzon, en France.

## Situation
Les halles sont situées au centre du vieux village sur la commune d'Auzon dans le département de la Haute-Loire, en région Auvergne-Rhône-Alpes.

## Histoire
Fondées en 1412 par H. de Montmorin, les foires annuelles sont abritées dans un édifice datant du XIIe ou XIIIe siècle.

## Description
La structure est pourvue d'une charpente et de poutres couvrant une seule travée dans sa largeur, soutenue par un mur à l'arrière qui surplombe un chemin descendant vers la basse ville. La façade principale, orientée vers la rue d'arrivée, est soutenue par des piliers reliés par une banquette, arborant des chanfreins sur leurs angles. Ces piliers sont couronnés de simples tailloirs à chanfrein, l'un d'eux étant décoré de billettes, caractéristiques des édifices du XIIe siècle. Un mascaron est visible à deux mètres de hauteur de la travée d'entrée.

## Protection
Les halles sont inscrites au titre des monuments historiques par arrêté du 17 décembre 1962.